# Iserlohn Roosters

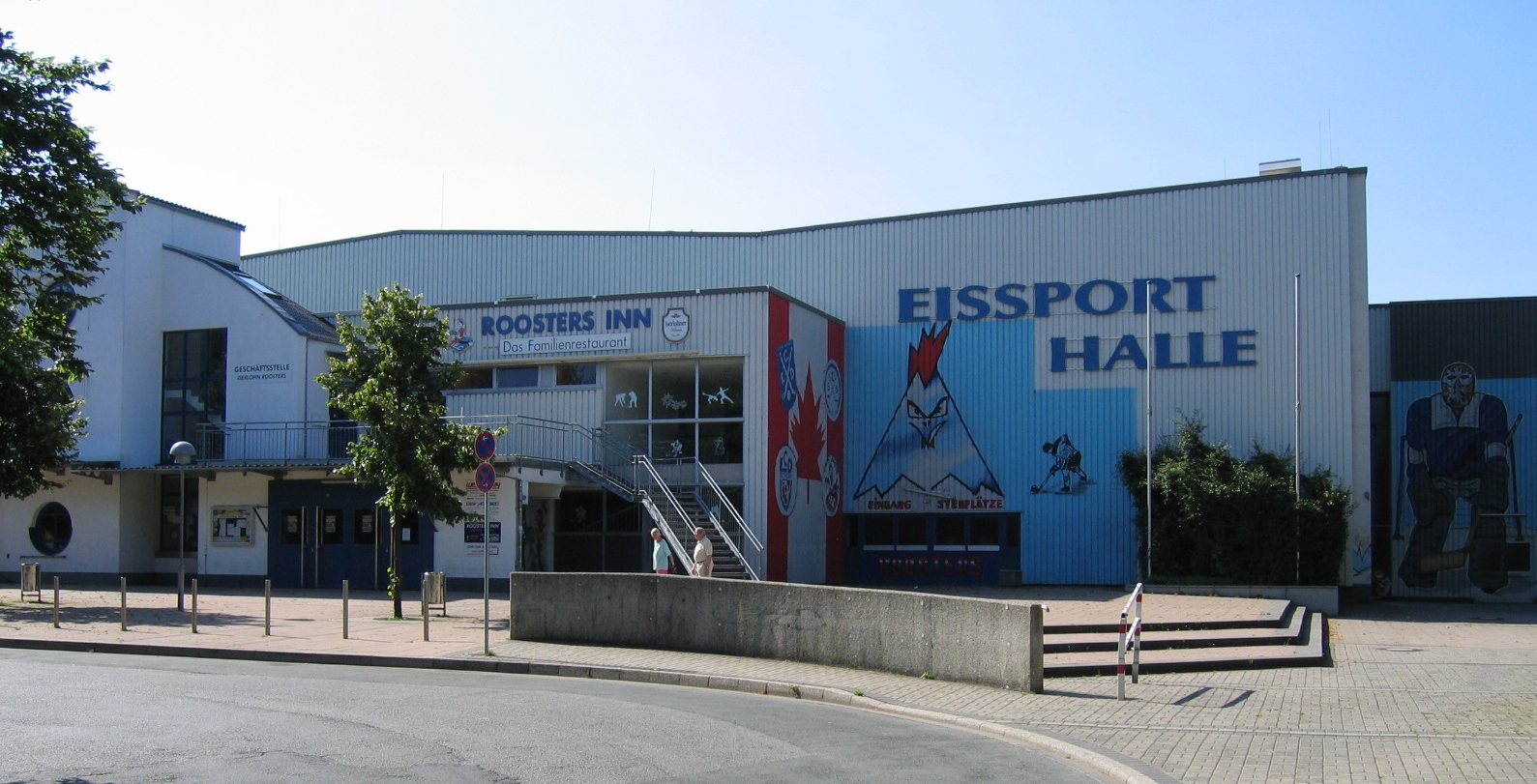
Lodowisko w Iserlohn

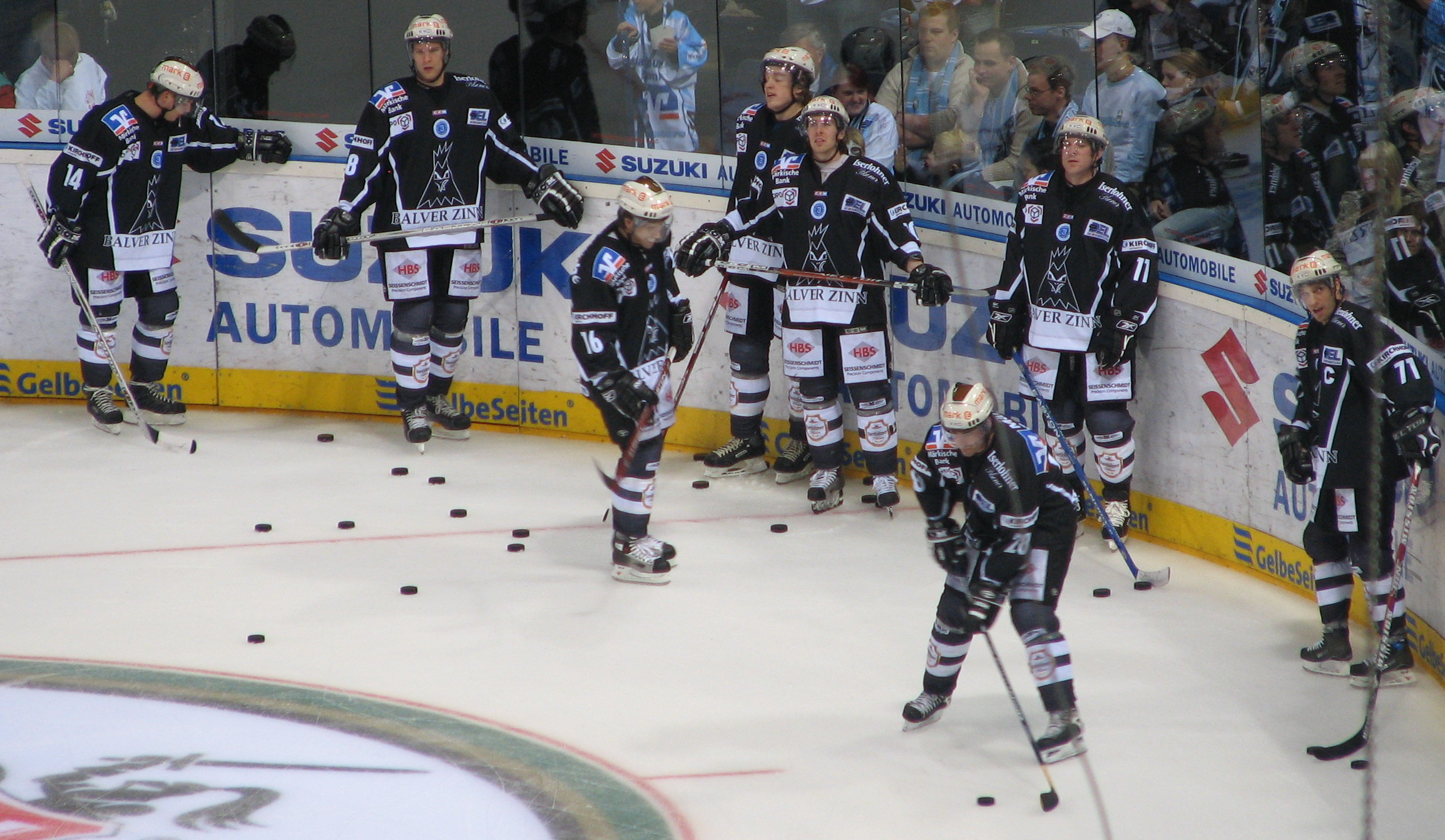
Hokeiści Iserlohn Roosters przed meczem w Hamburgu.

Iserlohn Roosters (ang. rooster - pol. kogut) – niemiecki klub hokejowy z siedzibą w Iserlohn (Nadrenia Północna-Westfalia), od sezonu 2000/2001 występujący w rozgrywkach DEL.
W klubie pracował i nadal współpracuje polski trener Tadeusz Obłój.

## Informacje ogólne
- Nazwa: Iserlohn Roosters
- Rok założenia: 1959 jako Eishockey-Club Deilinghofen (ECD)
- Barwy: niebiesko-białe
- Lodowisko: Eissporthalle Iserlohn
- Adres: Seeuferstraße 25, 58636 Iserlohn
- Pojemność: 4967

## Dotychczasowe nazwy
- EC Deilinghofen (1959–1980)
- ECD Iserlohn (1980–1988)
- ECD Sauerland (1988–1994)
- Iserlohner EC (1994–2000)
- Iserlohn Roosters (od 2000)

## Zawodnicy
W klubie występowali m.in. Polacy Jerzy Christ, Jędrzej Kasperczyk, Ireneusz Pacula oraz Jaroslav Pouzar, Tomáš Martinec, Mike York, John-Michael Liles, Norm Maracle, Manny Legace.